# Mord in bester Gesellschaft: Das Ende vom Lied
Das Ende vom Lied ist ein deutscher Fernsehfilm von Hans Werner zu einem Drehbuch von Rolf-René Schneider aus dem Jahr 2011. Es handelt sich um die achte Episode der Kriminalfilmreihe Mord in bester Gesellschaft mit Fritz Wepper als Psychiater Wendelin Winter in der Hauptrolle.

## Handlung
Der Münchner Psychiater Dr. Wendelin Winter übernimmt für einen Freund am Tegernsee die Urlaubsvertretung in dessen Praxis. Er wird auch schon am selben Tag von der Münchner Polizei zu Rate gezogen, nachdem es in einem Hotel zu einem Todesfall kam. Jessica Behringer, ein sehr aufdringlicher Fan des bekannten Schlagersängers Ronny König, wurde erschlagen und König steht nun unter Mordverdacht. Auch wenn vieles gegen den Schlagerstar spricht, so hat Winter doch Zweifel und sucht nach möglichen anderen Verdächtigen, die einen Grund gehabt haben könnten, Jessica Behringer umzubringen. Bei seiner Hintergrundrecherche stößt er auf die Künstlerin Romana, die früher mit König zusammen aufgetreten war und heute im Rollstuhl sitzt. Angeblich ist König an ihrem Schicksal schuld, weshalb sie ihn vor Kurzem in aller Öffentlichkeit gedroht hatte. Als Winter die Frau aufsuchen will, um mit ihr darüber zu reden, findet er sie tot in ihrem Pool. Kommissar Ackermann geht zunächst von einem bedauerlichen Unfall aus, doch die Obduktion gibt darüber Klarheit, dass Romana ermordet wurde. Da König nun erneut unter Mordverdacht gerät, gesteht unerwartet sein Manager Maximilian Müller die Tat begangen zu haben. Er hätte die ständigen Drohungen und die damit verbundene Ungewissheit über Königs und damit auch seine berufliche Zukunft nicht mehr ausgehalten und wollte dem Ganzen so ein Ende setzen. Ackermann hofft, dass Müller auch den anderen Mord gestehen wird, doch Winter geht davon aus, dass die Motivlage eine andere ist und es auch einen anderen Täter gibt. Bei der psychologischen Analyse von König bleibt für Winter nur der Schluss, dass dieser im Grunde ein Frauenhasser ist und deren Nähe nicht ertragen kann. Der Grund dafür liegt in seiner Kindheit, die er ohne Mutter in einem Waisenhaus verleben musste, wo er oft geschlagen wurde – von den Erzieherinnen. Somit könnte er durchaus Jessica Behringer von sich weggestoßen haben, was zu ihrem tödlichen Sturz führte. Winter findet jedoch heraus, dass König schon länger von Gudrun Kessler, einem seiner treuesten Fans, gestalkt wurde. Da Kessler wegen ihrer psychischen Auffälligkeiten bei Winters Freund in Behandlung war, wird er auf sie aufmerksam. Als er König vor ihr warnen will, kommt er jedoch zu spät. Da sein Manager sie diesmal nicht von König fernhalten konnte, weil er sich in Untersuchungshaft befindet, gelang es Kessler bis zu ihrem Idol vorzudringen und als sie ihm zu nahekam und er sie von sich stieß, ist er selber über eine Geländer in die Tiefe gestürzt. Kessler gibt an, dass sie den Ronny nur beschützen wollte und deshalb diese grässlichen Frauen bestrafen musste, die ihrem Ronny schaden wollten. Manager Müller wird daraufhin wieder aus der Haft entlassen, weil er die Tat nur auf sich genommen hatte, weil er annahm König hätte Romana umgebracht.

## Nebenhandlung
Während ihr Vater am Tegernsee zu tun hat, nutzt Alexandra Winter dessen Abwesenheit sogleich für eine Party. Dazu hat sie sich einen Straßenmusiker eingeladen, den sie Tags zuvor kennengelernt und eingeladen hat. Till Becker hält sich sogar für den Sohn von Ronny König und als er von dessen Tod erfährt, meldet er sich bei dessen Manager, der nach dem Tod des Schlagerstars auch gleich eine Idee hat, wie er den jungen Mann vermarkten kann.

## Hintergrund
Für Das Ende vom Lied wurde vom 23. August 2010 bis zum 20. September 2010 an Schauplätzen am Tegernsee und Umgebung gedreht. Produziert wurde der Film von Tivoli Film. Die Erstausstrahlung fand am Donnerstag, den 31. März 2011 auf Das Erste statt.

## Kritik
Bei tittelbach.tv wertete Rainer Tittelbach: „Zum achten Mal ermittelt der Münchner Psychologe mit dem Tochterkomplex in Sachen Mord. ‚Das Ende vom Lied‘ ist nicht der schlechteste Schmunzelkrimi der losen ARD-Reihe. Das Milieu macht’s. Die Klischee beladene Schlagersänger-Branche ist ein guter Ort für einen Krimi, der ausschließlich und ziemlich bewusst aus Klischees zusammengebastelt ist. Ansehnlich besetzter, dramaturgisch passabler Unterhaltungskrimi ohne jeden Anspruch.“
Kino.de urteilte: „Ein Film mit Höhen und Tiefen. Die Geschichte um den Schlagerstar, der mit der Anbetung seiner weiblichen Fangemeinde nicht umgehen kann, ist reizvoll. Max-Volkert Martens als zwischen Arroganz und Zerrissenheit changierender Schnulzenbarde und Jürgen Tarrach als sein schmieriges Faktotum sind perfekt besetzt. Während die finale Wendung gut gelingt, wirken die Konzertszenen wenig überzeugend. Und die penetrante Hintergrundmusik geht gehörig auf die Nerven.“
Die Kritiker der Fernsehzeitschrift TV Spielfilm gaben dem Film ihre schlechteste Wertung, sie zeigten mit dem Daumen nach unten. Sie befanden, der Krimi biete „statt satirischem Biss eine trutschige Inszenierung“ und konstatierten: „Bräsige Unterhaltung ohne Unterhaltungswert“.